# Pristimantis reclusas
Pristimantis reclusas är en groddjursart som först beskrevs av Lynch 2003.  Pristimantis reclusas ingår i släktet Pristimantis och familjen Strabomantidae. IUCN kategoriserar arten globalt som otillräckligt studerad. Inga underarter finns listade i Catalogue of Life.